# Dalmacio (santo)
Dalmacio (muerto en 440) fue un archimandrita griego.
Ocupaba una brillante posición en Constantinopla, y habiendo perdido a su mujer se retiró a un monasterio, siendo elegido poco después archimandrita. 
Asistió al concilio de Éfeso en 431 y combatió en él a los nestorianos. Los griegos celebran su fiesta el 3 de agosto.